# Zyprische Nationalgarde
Die Zyprische Nationalgarde (griechisch Εθνική Φρουρά, türkisch Kıbrıs Ulusal Muhafızları, englisch Cypriot National Guard) ist das Militär der Republik Zypern. Sie gliedert sich in die drei klassischen Teilstreitkräfte (Heer, Marine und Luftwaffe), hat eine Personalstärke von 13.000 Mann und es besteht eine Wehrpflicht von 14 Monaten für Männer im Alter von 18 bis 50 Jahren. Das Operationsgebiet der Zyprischen Nationalgarde ist seit 1974 auf den mehrheitlich von griechischsprachigen Zyprern bewohnten Südteil Zyperns beschränkt.

## Geschichte
Die Zyprische Nationalgarde wurde noch im Jahr der Unabhängigkeit 1960 als Umsetzung der Paragraphen 129–132 der Verfassung gegründet und blieb stets unter Kontrolle der griechischen Bevölkerungsmehrheit. 1963 kam es durch Terrorakte zu einem von beiden Seiten (Georgios Grivas) ausgelösten Bürgerkrieg. Er wurde durch die Entsendung von UN-Truppen beendet und am 10. August 1964 ein Waffenstillstand geschlossen. Am 15. Juli 1974 wurde Präsident Makarios durch einen Putsch der Nationalgarde unter Nikos Sampson abgesetzt; das Ziel war der Anschluss Zyperns an Griechenland. Die Türkei reagierte darauf am 20. Juli mit der Operation Atilla. Türkische Streitkräfte landeten auf Zypern und lieferten sich Gefechte mit der Nationalgarde. Es kam zu einer Besetzung des nördlichen Teils der Insel. Der Putsch brach daraufhin zusammen und die alte Ordnung wurde wiederhergestellt. Das jedoch weiterhin türkisch besetzte Gebiet erklärte sich am 15. November 1983 als Türkische Republik Nordzypern für unabhängig. 1997 führte der Kauf russischer Flugabwehr-Raketen für die Zyprische Nationalgarde zu Kriegsdrohungen der Türkei.

## Struktur

### Landstreitkräfte
- 1. Mechanisierte Infanteriebrigade (Ιη Μ/Κ Ταξιαρχια ΠΖ)
- 2. Mechanisierte Infanteriebrigade (IIη M/K Ταξιαρχία ΠΖ)
- 3. Unterstützungbrigade (IIIη Ταξιαρχία ΥΠ)
- 4. Mechanisierte Infanteriebrigade (IVη M/K Ταξιαρχία ΠΖ)
- 6. Mechanisierte Infanteriebrigade (VIη M/K Ταξιαρχία ΠΖ)
- 7. Mechanisierte Infanteriebrigade (VIIη M/K Ταξιαρχία ΠΖ)
- 20. Panzerbrigade (ΧΧη ΤΘ Ταξιαρχία)
- Militärpolizei (Στρατονομία)
- Spezialkräfte-Kommando (Διοίκηση Kαταδρομών)
- Artillerie-Kommando (Διοίκηση Πυροβολικού)
- Pionier-Kommando (Διοίκηση Μηχανικού)

#### Ausrüstung
(Stand: Mitte 2022)
| Fahrzeug                   | Bild         | Herkunft                 | Version                      | Anzahl      | Anmerkungen                                  |
| Kampfpanzer                | Kampfpanzer  | Kampfpanzer              | Kampfpanzer                  | Kampfpanzer | Kampfpanzer                                  |
| -------------------------- | ------------ | ------------------------ | ---------------------------- | ----------- | -------------------------------------------- |
| AMX-30                     | Beispielbild | Frankreich               | AMX-30B2                     | 52          |                                              |
| T-80                       |              | Russland                 | T-80UT-80UK                  | 5428        |                                              |
| Schützenpanzer             |              |                          |                              |             |                                              |
| BMP-3                      | Beispielbild | Russland                 |                              | 43          |                                              |
| Gepanzerte Fahrzeuge       |              |                          |                              |             |                                              |
| EE-9 Cascavel              | Beispielbild | Brasilien                |                              | 124         | Spähpanzer                                   |
| EE-3 Jararaca              | Beispielbild | Brasilien                |                              | 15          | Spähpanzer                                   |
| Leonidas 2                 | Beispielbild | Österreich/ Griechenland |                              | 197         | Transportpanzer                              |
| Véhicule de l’avant blindé | Beispielbild | Frankreich               | VAB-PCVAB-VTTVAB-VCIVAB-VCAC | 4981718     | Transportpanzer                              |
| EE-11 Urutu                | Beispielbild | Brasilien                |                              | 10          | Transportpanzer                              |
| Tatrapan                   | Beispielbild | Slowakei                 |                              | 2           | Führungsfahrzeug für die Zuzana-Haubitzen    |
| BOV M16 Miloš              | Beispielbild | Serbien                  |                              | 8           | Führungsfahrzeug für die Nora B-52-Haubitzen |
| Sherpa Light               | Beispielbild | Frankreich               |                              | 12          | [ 4 ]                                        |
| Artillerie                 |              |                          |                              |             |                                              |
| Zuzana                     | Beispielbild | Slowakei                 |                              | 12          | 155-mm-Radhaubitze                           |
| Nora B-52                  | Beispielbild | Serbien                  |                              | 24          | 155-mm-Radhaubitze                           |
| TRF1                       | Beispielbild | Frankreich               |                              | 12          | 155-mm-Feldhaubitze                          |
| BM-21                      | Beispielbild | Sowjetunion              |                              | 4           | 122-mm-Mehrfachraketenwerfer                 |

### Seestreitkräfte

Seekriegsflagge der Zyprischen Seestreitkräfte

Das Marinekommando (griechisch Ναυτική Διοίκηση Κύπρου, türkisch Kıbrıs Deniz Kuvvetleri, englisch Cyprus Naval Command) ist die Seestreitmacht der zyprischen Nationalgarde und hat einen Personalbestand von 462 Personen. Neben der Marine existieren daneben auch Einheiten der paramilitärischen Hafen- und Seepolizei (griech. Λιμενική και Ναυτική Αστυνομία).
Einer der Stützpunkte ist die Marinebasis Evangelos Florakis.

#### Ausrüstung
(Stand: Ende 2017)
| Schiffsklasse | Bild         | Herkunft               | Schiffe                                                                           | Verdrängung | Anmerkungen                                 |
| ------------- | ------------ | ---------------------- | --------------------------------------------------------------------------------- | ----------- | ------------------------------------------- |
| Al Mubrukah   |              | Vereinigtes Königreich | Alasia (A620)                                                                     | 930 t       | Ehemalige Al Mubrukah der omanischen Marine |
| Sa'ar 62      |              | Israel                 | Commodore Andreas Ioannides (P61)                                                 | 500 t       | Ein weiteres Boot ist geplant.              |
| 32L Esterel   |              | Frankreich             | Salamis (P01)                                                                     |             |                                             |
| FPB 30M       |              | Italien                | Lieutenant Eleftherios Tsomakis (P03) Lieutenant commander Nikolas Georgiou (P04) | 96 t        |                                             |
| FPB 26M       |              | Finnland               | Ammochostos (P05)                                                                 |             |                                             |
| Rodman 55     | Beispielbild | Spanien                | Agathos Panagos                                                                   |             | Verwendung durch die Spezialkräfte          |

### Luftstreitkräfte

Kokarde der Zyprischen Luftstreitkräfte

Das Luftwaffenkommando (griechisch Διοίκησης Αεροπορίας Κύπρου, türkisch Kıbrıs Hava Kuvvetleri, englisch Cyprus Air Command) ist die Luftstreitmacht der zyprischen Nationalgarde und hat einen Personalbestand von 1.200 Personen.
- 55. Gruppe
  - 450. Kampfhubschrauberstaffel
  - 460. SAR-Staffel mit Leitstelle
  - 420. Flugabwehrstaffel
  - Logistikstaffel

#### Ausrüstung
(Stand: Ende 2023)
| System                   | Bild         | Herkunft          | Verwendung               | Version      | Aktiv        | Bestellt     | Anmerkungen                        |
| Hubschrauber             | Hubschrauber | Hubschrauber      | Hubschrauber             | Hubschrauber | Hubschrauber | Hubschrauber | Hubschrauber                       |
| ------------------------ | ------------ | ----------------- | ------------------------ | ------------ | ------------ | ------------ | ---------------------------------- |
| Aérospatiale SA-342      |              | Frankreich        | Panzerabwehrhubschrauber | SA-342L      | 4            |              |                                    |
| AgustaWestland AW139     |              | Italien           | Mehrzweckhubschrauber    |              | 3            |              | Nutzung für Search and Rescue      |
| Airbus Helicopters H145  | Beispielbild | Europäische Union | Mehrzweckhubschrauber    | H145M        | 2            | 4            | Option auf sechs weitere Maschinen |
| Unbemannte Luftfahrzeuge |              |                   |                          |              |              |              |                                    |
| Aerostar Tactical UAS    | Beispielbild | Israel            | Aufklärungsdrohne        |              | 4            |              |                                    |
| Flugabwehr               |              |                   |                          |              |              |              |                                    |
| Aspide                   | Beispielbild | Italien           | Mittelstreckensystem     |              | 24           |              |                                    |
| 9K330 Tor                | Beispielbild | Russland          | Kurzstreckensystem       | 9K332 Tor-M2 | 6            |              |                                    |
| Mistral                  |              | Frankreich        | MANPADS                  |              | 60           |              |                                    |

## Andere militärische Einheiten auf Zypern

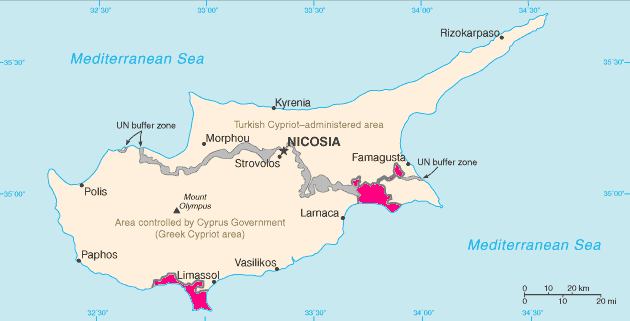
Militärbasen und Pufferzonen auf Zypern

Die international nicht anerkannte Türkische Republik Nordzypern verfügt über eine kleine Armee mit sieben Infanteriebataillonen (ca. 5000 Mann) und verfügt über eine eigene Küstenwache. Die Einheiten der Türkischen Armee in Nordzypern umfassen 36.000 Mann. Auf der Gegenseite sind auf Zypern 1200 Offiziere und Soldaten der Griechischen Armee (griech.:ΕΛΔΥΚ) stationiert. Die UNO (UNFICYP) stellt 938 Soldaten zur Sicherung der Waffenstillstandslinie.
Daneben existieren mit Akrotiri und Dekelia zwei autonome britische Militärbasen.